# Sportswashing
Sportswashing es la práctica de un individuo, grupo, corporación o estado-nación que usa el deporte para mejorar su reputación dañada, a través de la organización de un evento deportivo, la compra o el patrocinio de equipos deportivos, o mediante la participación en el deporte mismo. La Fundéu lo traduce como blanqueamiento deportivo, blanqueo deportivo, lavado [de imagen] deportivo, o impostura deportiva. A nivel de estado-nación, el lavado deportivo se ha utilizado para desviar la atención de un historial deficiente de derechos humanos y escándalos de corrupción dentro del gobierno. Mientras que a nivel individual o corporativo se utiliza el sportswashing para encubrir y desviar la atención de los vicios, delitos o escándalos de dicha persona o empresa. El lavado deportivo se ha llamado una forma de blanqueo.

## Visión general

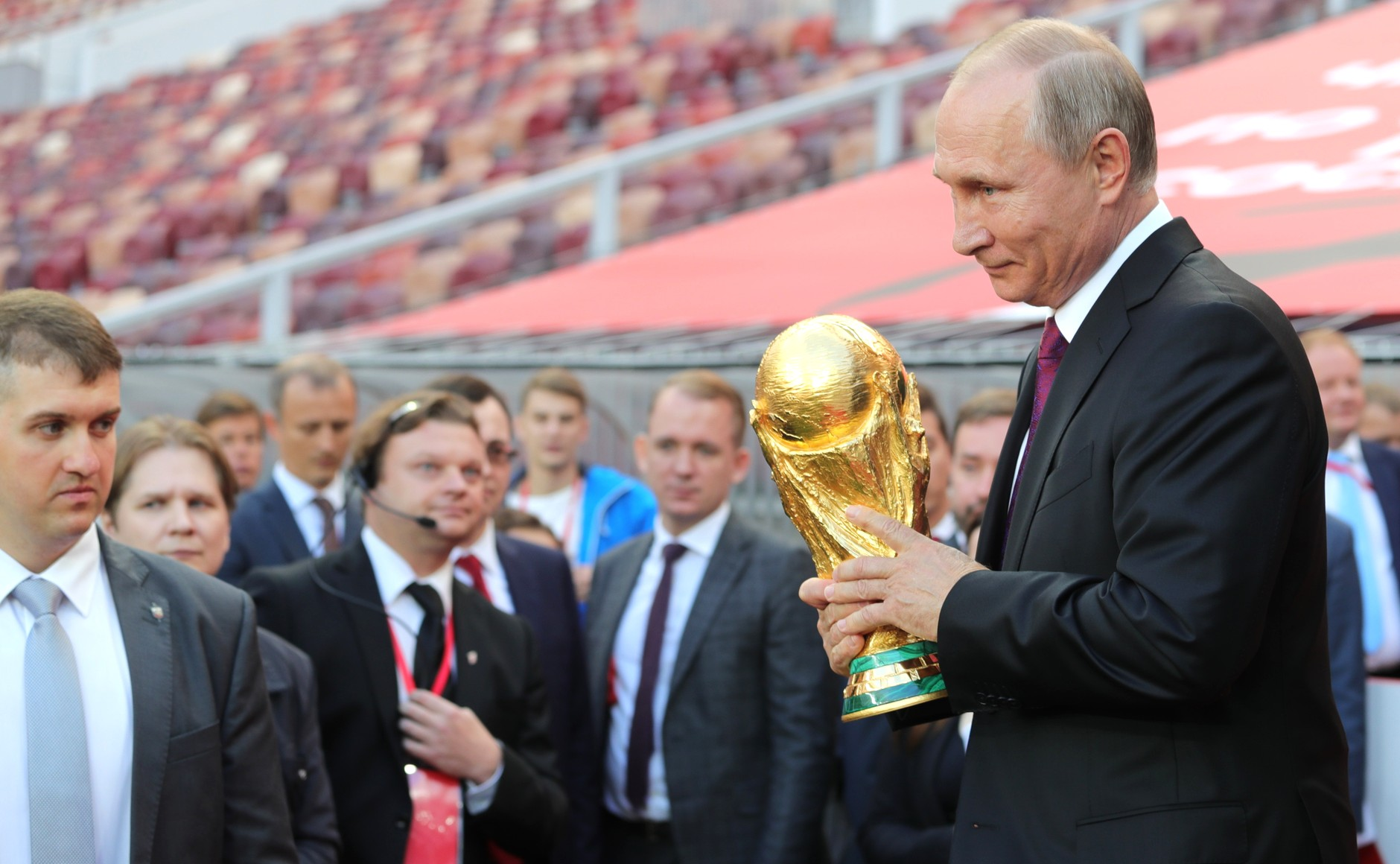
El Presidente de Rusia Vladimir Putin sosteniendo el Trofeo de la Copa Mundial en una ceremonia previa al torneo en Moscú el 9 de septiembre de 2017

A nivel nación-estado, el sportswashing ha sido descrito como parte del poder blando de una nación. La organización de Rusia de la Copa Mundial de la FIFA del 2018 se ha citado como ejemplo, ya que la reputación mundial del país era baja debido a su política exterior y el evento provocó la interrupción de las discusiones relacionadas con él y, en cambio, se centraron en el éxito de la Copa del Mundo, y en lo amable que era el pueblo ruso.
Las personas de naciones acusadas de sportwashing a menudo argumentan que simplemente quieren disfrutar de eventos deportivos en sus países de origen y que los boicots deportivos y la reubicación de eventos son injustos para los fanáticos deportivos e ineficaces para cambiar la política gubernamental.
Las empresas que han sido acusadas de lavado deportivo incluyen a Ineos, que se convirtió en el principal patrocinador del Team Sky de ciclismo en 2019, lo que llevó a que pasara a llamarse Team Ineos y más tarde a INEOS Grenadiers, y Arabtec, una empresa de los Emiratos Árabes Unidos que patrocinó al Manchester City F.C.
El sportswashing se considera una forma de propaganda potencialmente costosa. Por ejemplo, en marzo de 2021, la organización de derechos humanos Grant Liberty dijo que solo Arabia Saudita ha gastado al menos $ 1.5 mil millones en supuestas actividades de sportwashing.

## Ejemplos

### Patrocinio corporativo
- El propietario de los medios italianos Silvio Berlusconi, a través de su holding Fininvest, era propietario del club A.C Milan de la Serie A en 1986 y tenía el 98 % de las acciones del club hasta 2017. Berlusconi ganó popularidad en el país gracias al éxito de su equipo, fuertemente respaldado por sus propios medios de comunicación, incluido Mediaset, para mejorar la opinión pública,[13] lo cual fue útil para sus propósitos políticos.[14] Fundó Forza Italia, un partido de centro-derecha, y en 1994 se convirtió en primer ministro del país. Durante más de dos décadas de gobierno divididas en cuatro periodos, Berlusconi estuvo involucrado en casos de abuso de poder, soborno, corrupción de personal público y contabilidad falsa, así como escándalos sexuales,[14] entre otras polémicas. Propuso y aprobó muchas leyes ad personam (una especie de clientelismo) a favor de su propio negocio, incluido el club milanés como el asunto Lentini en 1995,[15] el Decreto salva-calcio en 2003,[16][17] que permitió al Milán aliviar su deuda de € 242 millones,[18][19] y la despenalización de la contabilidad falsa durante su segundo gobierno, cargo por el cual su club y rival local Internazionale fueron juzgados y absueltos cinco años después por esa medida;[18][20] obteniendo el apoyo político de la afición del Milan, una de las más grandes del país.[21] En 2018, tras vender el Milán al empresario chino Li Yonghong, Berlusconi, a través de Fininvest, pasó a ser propietario del A.C. Monza, club que entonces competía en la Serie C nacional, con el 100 % de las acciones del club.
- El Patrocinio de la petrolera estatal rusa Gazprom al equipo de fútbol alemán Schalke 04, eventos de la UEFA Champions League y equipaciones. (patrocinio que término en el 2022 a raíz de la Invasión rusa de Ucrania de 2022)

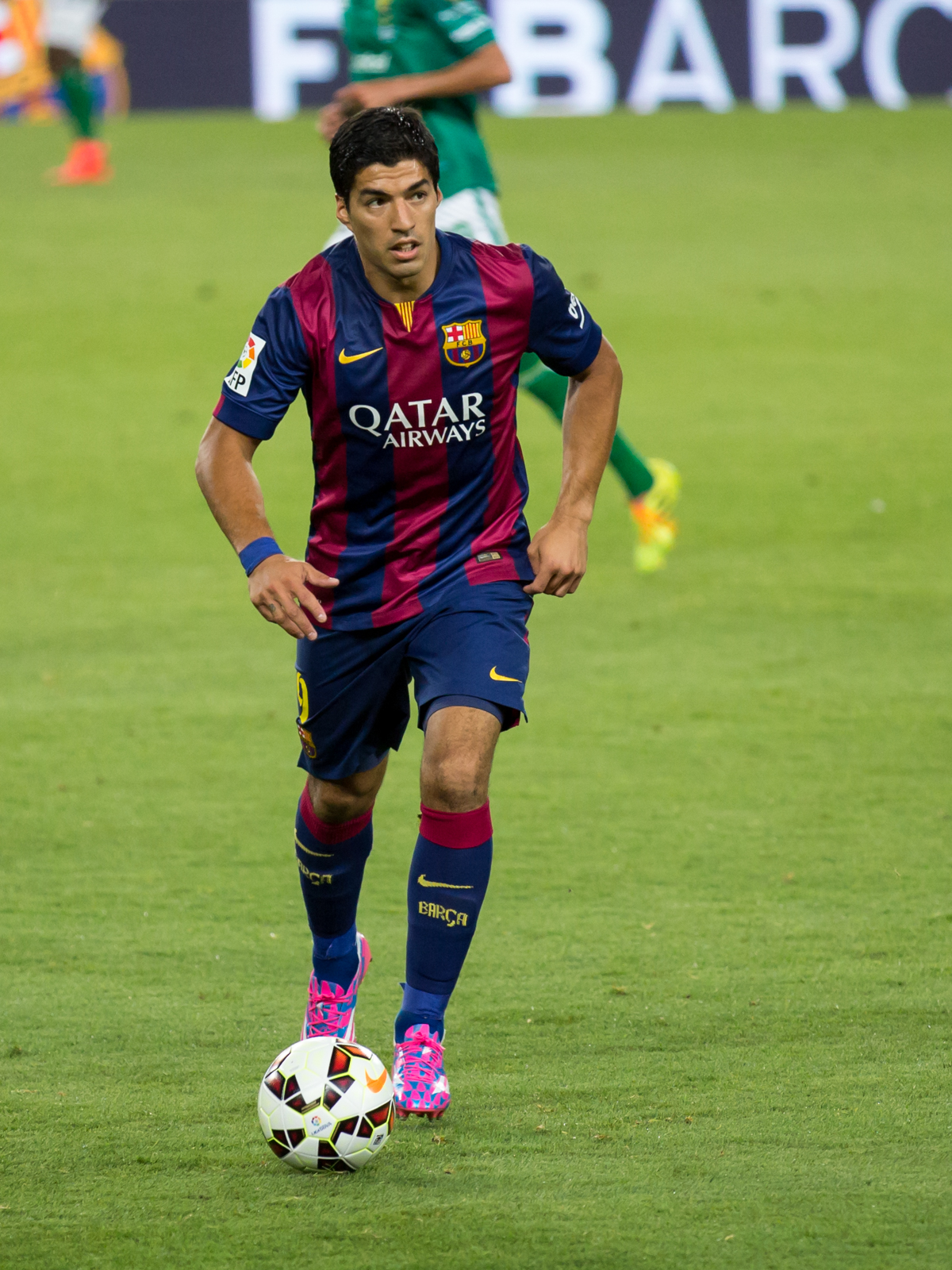
Luis Suárez con la camiseta del FC Barcelona con el logo de Qatar Airways como patrocinador

- Qatar Airways patrocinando a los siguientes equipos de fútbol 
  - FC Barcelona,
  - A.S. Roma,
  - Boca Juniors,
  - París Saint-Germain,
  - F.C. Bayern Múnich[22]
- Patrocinio de Qatar Foundation en el Real Madrid.[23]
- Patrocinio del Aeropuerto Internacional Hamad de Catar al Bayern de Múnich desde 2018.[24][25]
- Acuerdo de patrocinio de la aerolínea de bandera Royal Brunei Airlines con AFL Europe en 2014. El acuerdo de patrocinio finalizó el mismo año después de enfrentar protestas de grupos de derechos humanos.[26][27]
- El gobierno venezolano a través de la petrolera estatal PDVSA patrocinó al piloto de Fórmula 1 Pastor Maldonado, quien corrió para la escudería Williams Grand Prix Engineering en 2011-2013 y para Team Lotus en 2014-2015. El logotipo de PDVSA se incluyó en las calcomanías de los autos de ambos equipos durante esos períodos.[28]
- Patrocinio de la compañía aérea de bandera del Reino de Baréin Gulf Air del Chelsea F.C. y el Queens Park Rangers F.C[29]
- La compañía petrolera estatal de Arabia Saudí, Aramco, patrocinó al equipo de carreras de motos Sky Racing Team VR46 y al equipo de Fórmula 1 Aston Martin, además de patrocinar los eventos de Fórmula 1 en su totalidad.[30][31][32]
- Patrocinio de la aerolínea de bandera rusa Aeroflot del Manchester United.[33] (patrocinio suspendido a raíz de la Invasión rusa de Ucrania de 2022)
- Patrocinio de turismo ruandés de Arsenal.[34]

### Sedes

#### Baloncesto
- El Campeonato Mundial de Baloncesto de 1978 realizado en Filipinas durante el régimen de Ferdinand Marcos.[35]
- El Campeonato Mundial de Baloncesto de 2010 realizado en Turquía.
- El Campeonato FIBA Américas 2013 FIBA Campeonato de América realizado en Venezuela.[34]
- La Copa Mundial de Baloncesto de 2019 realizada en China.[36][37]
- La Basketball Africa League 2021 realizada en Ruanda.[34]

#### Boxeo
- El combate de boxeo de peso semipesado de 1973 entre el sudafricano Pierre Fourie y el estadounidense Bob Foster celebrado en el Rand Stadium, en Johannesburgo, Sudáfrica, durante la era del apartheid.[38]
- El combate indiscutible por el título mundial de peso pesado de 1974 entre George Foreman y Muhammad Ali, conocido como The Rumble in the Jungle, celebrado en Kinsasa, Zaire (ahora República Democrática del Congo).[39]
- El combate de la trilogía por el título mundial de peso pesado de 1975 entre Muhammad Ali y Joe Frazier, conocido como Thrilla en Manila, se llevó a cabo Ciudad Quezon, Filipinas durante la dictadura de Ferdinand Marcos.[39]
- El Campeonato Mundial de Boxeo Aficionado de 2015 realizado en Catar.[40]
- La revancha por el título mundial de peso pesado de 2019 entre Andy Ruiz Jr. y Anthony Joshua, conocido como Clash on The Dunes, se llevó a cabo en Diriyah, Arabia Saudita.[39][41]

#### Ciclismo
- Vuelta a Venezuela.[34]
- Vuelta a Cuba celebrada en 1964-2010.[42]
- Vuelta al Táchira.[34]
- Tour de Catar celebrado en 2002-2016.[43]
- Tour de Beijing celebrado en 2011-2014.[43]
- Tour de Dubai celebrado en 2014-2018.[43]
- Tour de Abu Dhabi celebrado en 2015-2018.[43]
- Campeonato Mundial de Ciclismo en Ruta 2016 celebrado en Catar.[40]
- Tour de Guangxi celebrado desde el 2017.[43]
- Segunda etapa de Giro d'Italia 2018 celebrada en Israel.[42][44]
- UAE Tour celebrada desde el 2019[43]
- Tour Femenino de Venezuela celebrado desde el 2019.[34]
- Tour de Omán celebrado desde el 2020.[43]
- El Campeonato Mundial de Ciclismo en Ruta planeado a celebrarse en Ruanda.[45]

#### Fútbol

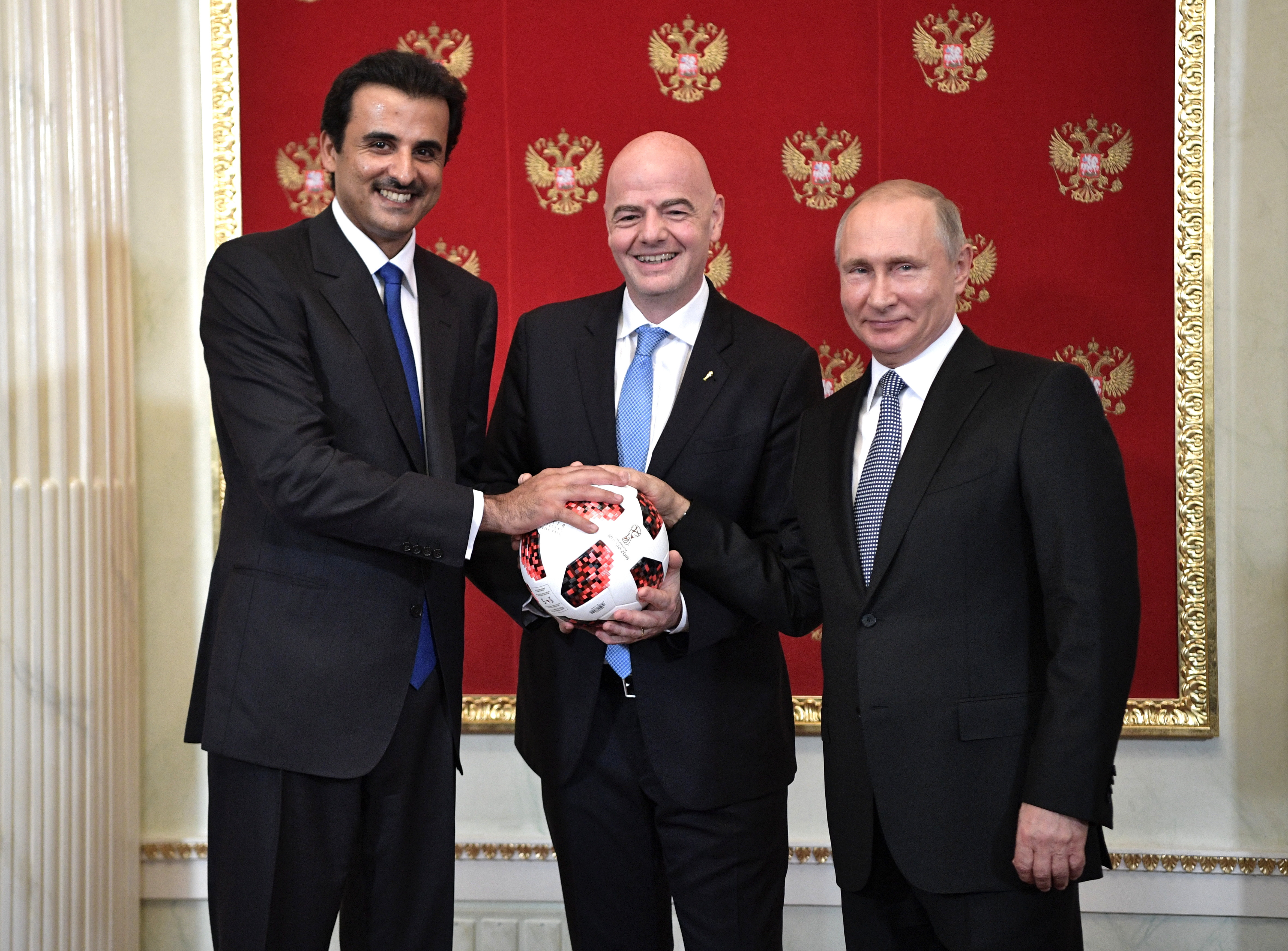
Rusia entrega el relevo simbólico por los derechos de sede de la Copa Mundial del 2022 a Catar en junio de 2018

- La Copa Múndial de 1934 celebrada durante el gobierno de Benito Mussolini en Italia.[46]
- La Eurocopa de 1964 celebrada España durante la dictadura de Francisco Franco.[47]
- La repesca intercontinental UEFA-Conmebol entre Chile y Unión Soviética de 1973 por un cupo para el Mundial de 1974.
- La Copa Mundial de 1978 celebrada en Argentina durante la dictadura militar.[48]
- La Copa Asiática de 1988 celebrada en Catar.[40]
- La Copa Múndial Sub-20 de 1995 celebrada en Catar.[40]
- La Supercopa de Italia del 2002 entre Juventus y Parma en Libia bajo el régimen de Muammar Gaddafi[49]
- La Copa Mundial Femenina del 2007 celebrada en China (inicialmente se le dio la organización de la edición del 2003 pero se cambió de sede a los Estados Unidos debido al SARS).[37]
- La Copa América 2007 celebrada en Venezuela.[50]
- La Supercopa de Francia 2013 entre París Saint-Germain y Bordeaux celebrada en Gabón.[51]
- La Copa Mundial del 2018 celebrada en Rusia.[52]
- La Supercopa de Italia tuvo dos partidos de fútbol en Arabia Saudita:
  - La Supercopa de Italia del 2018 entre Juventus y AC Milán disputada en Yeda, Arabia Saudí.[53]
  - La Supercopa de Italia del 2019 entre Juventus y S.S. Lazio disputada en Riad, Arabia Saudí.[42]

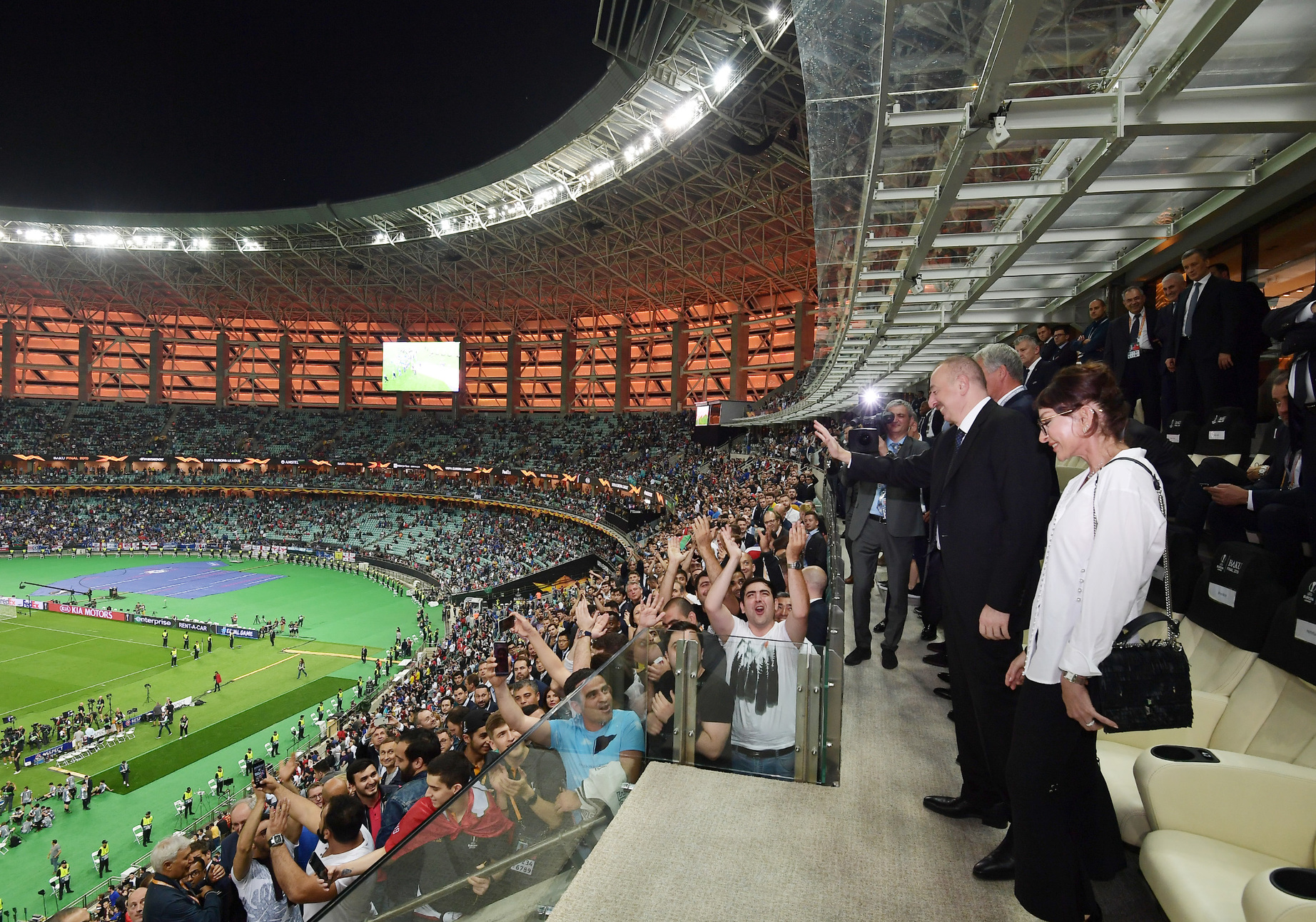
Chelsea jugando contra el Arsenal en el Estadio Olímpico de Bakú durante la final de la UEFA Europa League del 2019

- La Final de la UEFA Europa League 2018-19 entre Chelsea y Arsenal celebrada en Azerbaiyán.[54]
- El Mundial de Clubes 2019 celebrado en Catar.[40]
- El nuevo formato de la Supercopa de España que se realiza en Arabia Saudí:
  - Supercopa de España 2020 celebrada en Yeda, Arabia Saudí.[55]
  - Supercopa de España 2022 planificado para ser aguantado en Yeda, Arabia Saudí.[55]
- La Euro 2020 realizada en varios países, incluyendo los países con registro de violaciones a los derechos humanos:
  - Grupo F y octavos de final en Budapest, Hungría[56]
  - Grupo A y los cuartos de final en Bakú, Azerbaiyán[57]
- El partido de tributo a Diego Maradona entre el FC Barcelona y el Boca Juniors llamado Copa Maradona celebrado Arabia Saudita.[58]
- La Supercopa de Francia 2021 entre Lille y París Saint-Germain en Israel.[59]
- La Copa Mundial de 2022 en Catar.[40][60]
- El Mundial de Clubes del 2022 con sede prevista en China y 32 equipos.[61]
- La Copa Asiática 2023 en Catar.[37]

#### Esports
- Las finales del BLAST Pro Series celebradas en el Reino de Baréin.[62]
- La organización danesa de deportes electrónicos, RFRSH Entertainment y Riot Games firmaron un acuerdo para desarrollar el proyecto NEOM de Arabia Saudita e impulsar los deportes electrónicos en la región..[63] Riot terminó desechando la asociación después de enfrentar una intensa reacción de los fanáticos y sus empleados.[64][65]

#### Motorsport

##### Fórmula 1

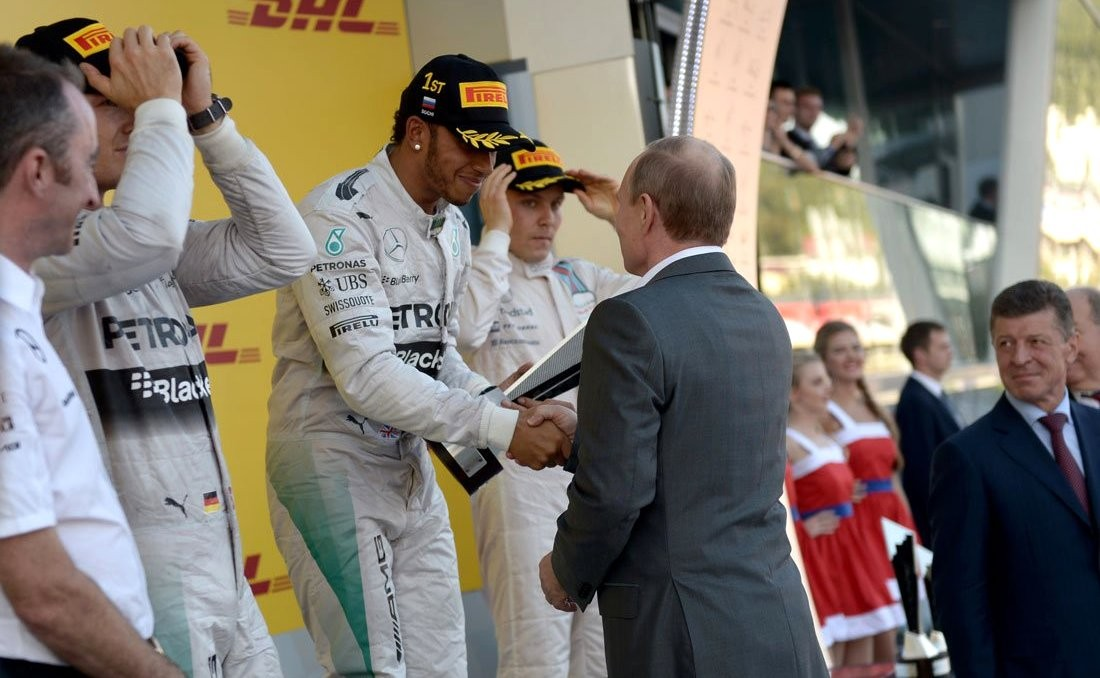
El presidente ruso Vladimir Putin felicita a Lewis Hamilton, ganador del Gran Premio de Rusia 2014

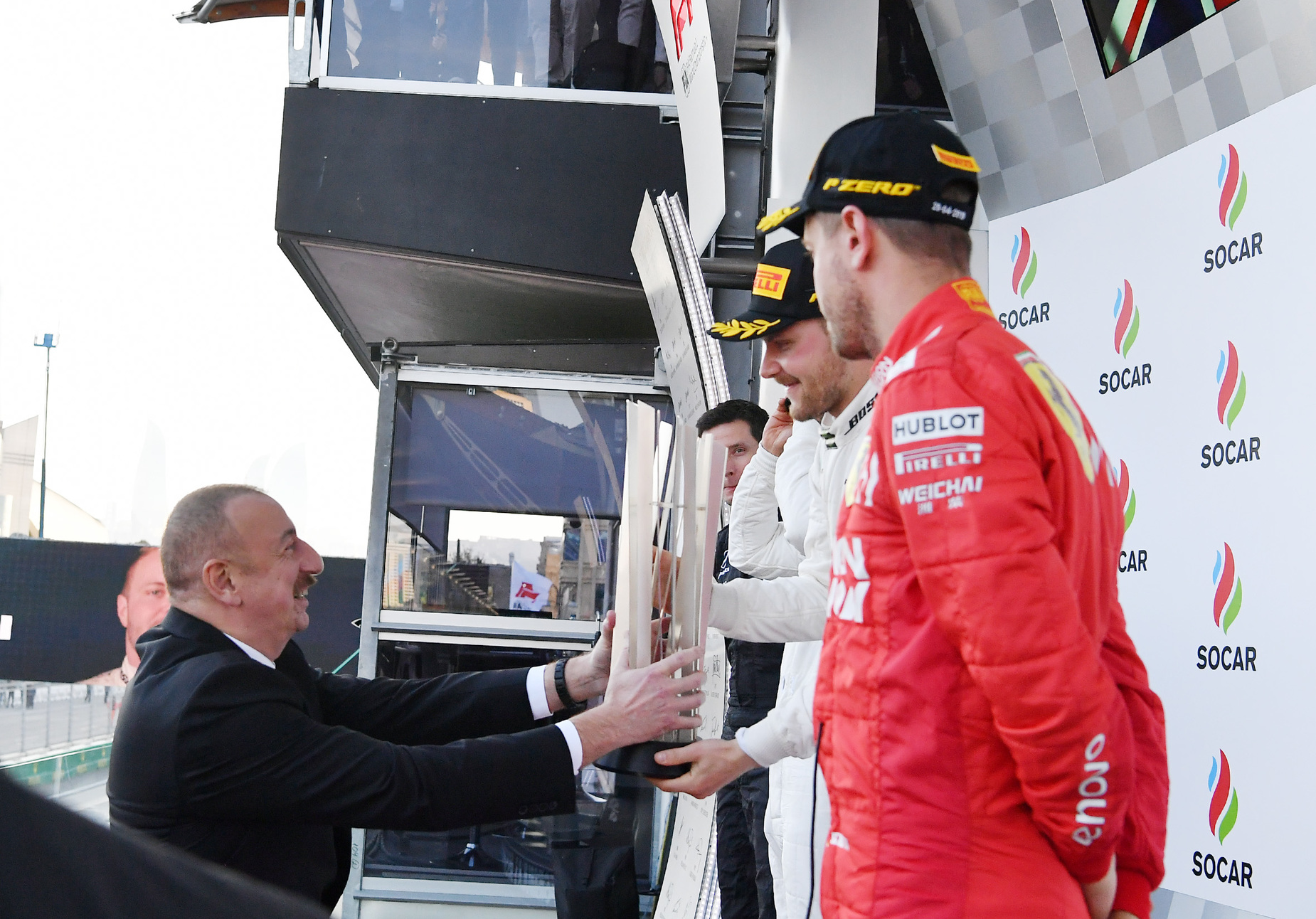
El presidente de Azerbaiyán, Ilham Aliyev, entrega el trofeo del Gran Premio de Azerbaiyán 2019 Prix al ganador de la carrera, Valtteri Bottas

- Gran Premio de Argentina celebrado en 1953-1981[66]
- Gran Premio de Portugal celebrado en 1958-1960[67]
- Gran Premio de Sudáfrica celebrado en 1960-1985[29][68]
- Gran Premio de México celebrado desde 1962[69]
- Gran Premio de Brasil celebrado desde 1972
- Gran Premio de Malasia celebrado en 1999-2017[69]
- Gran Premio de Baréin celebrado desde 2004[70][71]
- Gran Premio de China celebrado desde 2004[69]
- Gran Premio de Turquía celebrado desde 2005[69]
- Gran Premio de Abu Dhabi celebrado desde 2009[71]
- Gran Premio de Rusia celebrado en 2014-2021[69]
- Gran Premio de Europa de2016 celebrado en Bakú, Azerbaiyán[42]
- Gran Premio de Azerbaiyán celebrado desde 2017[72]
- Gran Premio de Catar celebrado desde 2021[69][71]
- Gran Premio de Arabia Saudita celebrado desde 2021[69][71]

##### Fórmula E
- E-Prix de Beijing celebrado en 2014-2015.[69]
- E-Prix de Putrajaya celebrado en 2014-2015.[69]
- E-Prix de Moscú celebrado en 2015.[69]
- E-Prix de Diriyah celebrado en 2018.[73]
- E-Prix de Sanya celebrado en 2019.[69]
- E-Prix de Yakarta planeado para el 2022.[74]

##### Grand Prix
- Grand Prix de Sudáfrica celebrado en 1983-1985.[29][75]
- Grand Prix de Malasia celebrado desde 1991.[69]
- Grand Prix de Indonesia celebrado 1996-1997, planificado para regresar en 2022.[74][76]
- Grand Prix de Catar celebrado desde 2004.[32][40]
- Grand Prix de China celebrado en 2005-2008.
- Grand Prix de Tailandia celebrado desde 2018.[32]

##### Rally
- El Rally Dakar celebrado en Arabia Saudita desde 2020.[77]

#### Juegos Olímpicos
- Los Juegos Olímpicos de 1936 en Berlín, Alemania Nazi.
- Los Juegos Olímpicos de Invierno de 1936 en Garmisch-Partenkirchen, Alemania Nazi
- Los Juegos Olímpicos de 1968 en Ciudad de México, México
- Los Juegos Olímpicos de 1980 en Moscú, Unión soviética.[78][79]
- Los Juegos Olímpicos de Invierno 1984 en Sarajevo, Yugoslavia
- Los Juegos Olímpicos de 1988 en Seúl, Corea del Sur.[80][81]
- Los Juegos Olímpicos de 2008 en Pekín, China.[82]
- Los Juegos Olímpicos de Invierno 2014 en Sochi, Rusia.[83][84]
- Los Juegos Olímpicos de Invierno 2022 en Pekín, China.[82][85][86]

#### Tenis
- El Abierto de Sudáfrica durante el apartheid.[38]
- La Copa Federación 1972 en Sudáfrica durante el apartheid.[38]
- La Copa Davis1974 en Sudáfrica durante el apartheid.[38]
- El Torneo de Dubái celebrado desde 1993.[87]
- El Torneo de Doha celebrado desde 1993.[40]
- El Torneo de Catar celebrado desde 2001.[40]
- El Torneo de Pekín celebrado desde 2004.[88]
- El Premier de Wuhan celebrado desde 2014.[88]
- El Torneo de Diriyah celebrado desde 2019.[73]

#### Wrestling
- El evento Kollision in Korea celebrado en Pionyang, Corea del Norte.[89]
- El evento Crown Jewel y algunos otros de WWE realizados en Arabia Saudita.[90]

#### Otros eventos

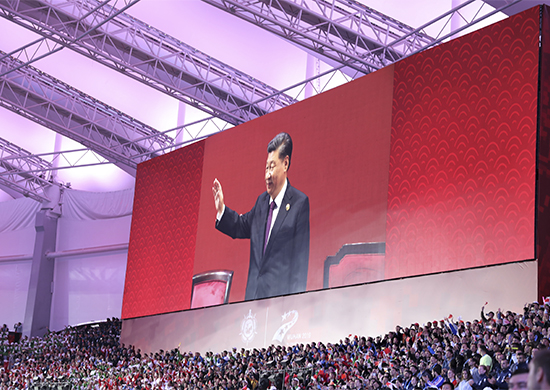
El presidente de China, Xi Jinping, asiste a la ceremonia de apertura de los Juegos Mundiales Militares 2019 en Wuhan, China

- Los eventos Fight Island de la empresa de artes marciales mixtas UFC en los Emiratos Árabes Unidos, y en menor medida, eventos llevados a cabo en China, Arabia Saudita y Rusia.[91]
- Partidos de la NFL propuestos para realizarse en China, incluyendo el China Bowl.[92]
- Los Juegos de la Mancomunidad de 1986 realizados en Escocia.[93]
- Los Juegos Panamericanos de 1991 realizados en Cuba.[42]
- Los Juegos Asiáticos de 2006 realizados en Catar.[40]
- El Campeonato Mundial de Hockey Sobre Hielo Mascuino de 2014 realizados en Bielorrusia.[94]
- Los Juegos Europeos de 2015 celebrados en Azerbaiyán.[54]
- Los Juegos Asiáticos del Interior y Artes Marciales del 2017 realizados en Turkmenistán.[42]
- El Campeonato Mundial Femenino de Ajedrez 2017 celebrado en Irán.[95]
- Las Universiadas de Invierno 2019 celebradas en Rusia.[42]
- Los Juegos Europeos de 2019 celebradas en Bielorrusia.[96]
- Los Juegos Mundiales Militares de2019 realizados en China.[97]
- Los Juegos del Sudeste Asiático 2019 realizados en Filipinas.[98]
- La Universiada de 2021 se planificaron para ser realizadas en China después de un año de retraso de sus fechas originales.[37]
- Los Gay Games 2022 que se realizaron en Hong Kong.[99][100]
- Los Juegos Asiáticos 2022 planificaron para efectuarse en China.[37]
- Los Juegos Asiáticos 2030 planificaron para efectuarse en Catar.[101]
- Los Juegos Asiáticos 2034 planificaron para efectuarse en Arabia Saudí.[101]

### Sportwashing Individual
- Daniel Kinahan, promotor de boxeo.[102]
- Familia Al Maktoum, propietaria de Godolphin y Essential Quality[103]
- Arné Chacón Hermano del político del PSUV y boliburgués Jesse Chacón, propietario del stable Gadu Racing Stable Corp y participante de carreras de caballo en Estados Unidos.[104]
- Ramzan Kadyrov, presidente de la República Rusa de Chechenia propietario del caballo Mourilyan que ha participado en la Copa de Melbourne. La participación ha obtenido controversia en Australia que el senador australiano Bob Brown llamó el gobierno australiano a embargar el dinero ganado con ese caballo por presunta acusación de lavado de dinero.[105]
- Unión de Ciclismo internacional que presentó un certificado de agradecimiento al dictador de Turkmenistán, Gurbanguly Berdimuhamedow, para «el desarrollo del deporte y la consolidación de el progreso y la paz universales».
- El tercer título mundialista de la Selección de fútbol de Brasil en México fue utilizado por la Dictadura Militar Brasileña para hacer propaganda patriótica y limpiar la imagen del gobierno entre la población, además de encubrir las violaciones a los derechos humanos ocurridas en esta época.

### Equipos

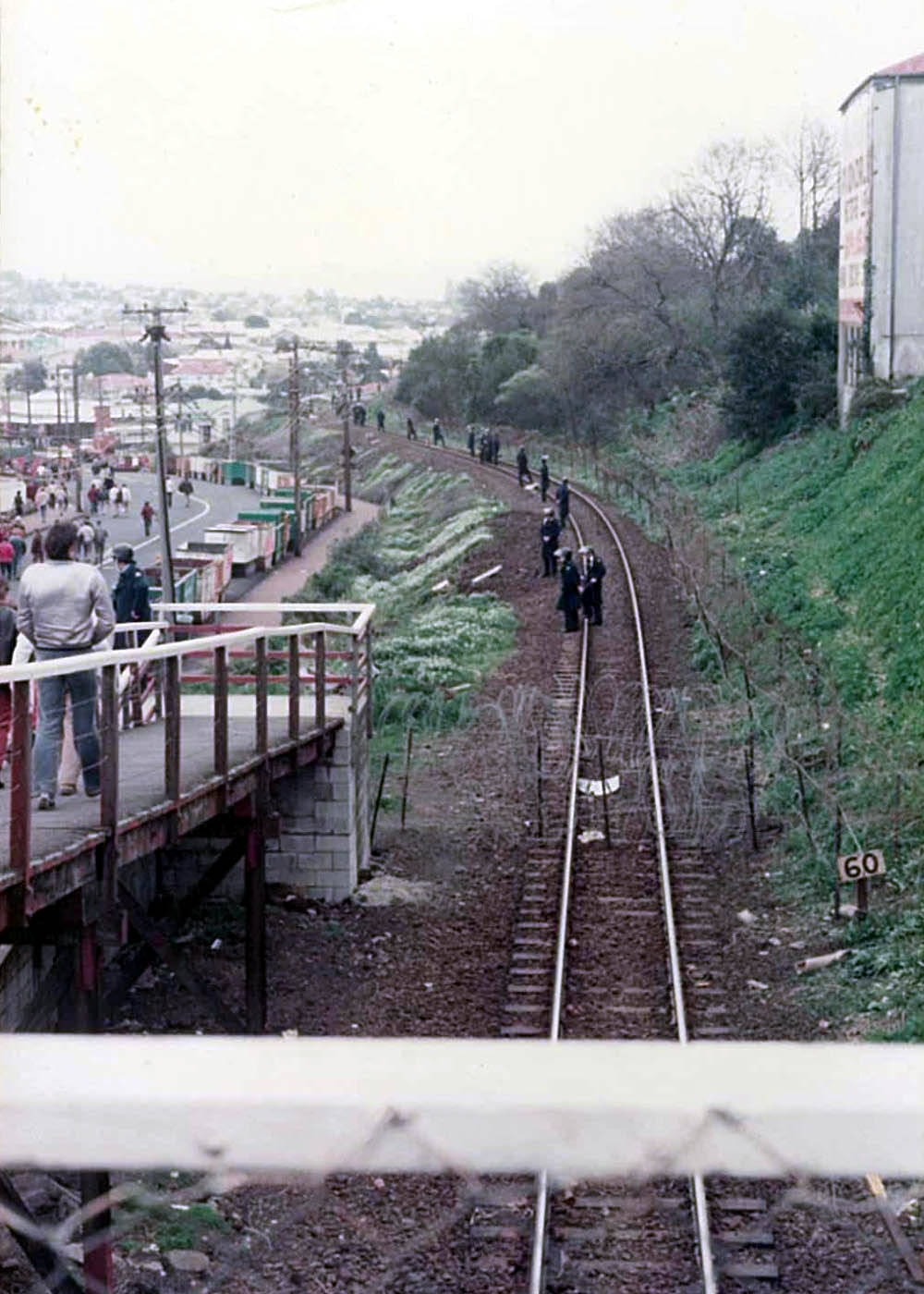
Agentes de policía que custodiaban un perímetro de alambre de púas alrededor de Eden Park, cerca de la estación de tren de Kingsland en Nueva Zelanda durante la gira de rugby sudafricana de 1981

- El Político ruso y magnate Roman Abramovich había sido propietario del Chelsea F.C. Desde entonces en el 2003, algunos informan que fue hecho a pedido del presidente ruso Vladímir Putin.[106]
- El Conglomerado Indonesio Bakrie del club Brisbane Roar FC. En 2019, el administrador del equipo Joko Driyono fue arrestado en Indonesia para destruir evidencia de un escándalo de amaño de partidos.[107]
- El conglomerado empresarial mayoritario Abu Dhabi propierario del City Football Group. En 2015, el Abu Dhabi United Group anuncio un consorcio con el grupo estatal chino CITIC Grupo para la administración de los equipos del City Football Group[108]
  - Manchester City F.C. (Desde el 2008)
  - Melbourne Ciudad FC
  - Ciudad de Montevideo Torque
  - Ciudad de Nueva York FC,
  - Yokohama F. Marinos,
  - Girona FC,
  - Sichuan Jiuniu F.C. (Parcialmente).
  - Mumbai City FC (parcialmente).
- Hay informes numerosos en los que se dice que el Tour de Francia 2020 fue utilizado por naciones y empresas con acusaciones para lavar su reputación empañada, los siguientes equipos han sido acusados de sportwashing durante el evento::[109][110]
  - INEOS Grenadiers
  - Israel Start-Up Nation
  - UAE Team Emirates
  - Bahrein–McLaren
- Tamim bin Hamad Al Thani, emir de Catar, compró el club de fútbol francés París Saint-Germain (PSG) en 2011.[111]
- El Fondo de riqueza Soberano del Reino de Baréin,Mumtalakat Holding Company adquirió la participación parcial de McLaren Group el cual incluye McLaren Racing Limited que compitenen Fórmula 1 y las IndyCar Series.[112]
- El Reino de Baréin compró el 20 % de participación en el club de fútbol francés Paris FC. La compra estuvo condenada por organizaciones de derechos humanos francesas.[113]
- La compra del Newcastle F.C., la cual el 80 % fue realizada por el Fondo de Inversión Pública de Arabia Saudí, «esto era un ejemplo descarado de sportwashing del gobierno saudí», aseguro Kate Allen de la oficina de Reino Unido de Amnistía Internacional.[114]
- El Fondo de Inversión Pública de Arabia Saudí esta interesado para comprar el club de la Serie A Inter Milán, el club fue de la propiedad del conglomerado chino Suning Holdings Group. El movimiento una vez más también fue acusado de sportswashing por la reputación de derechos humanos en el Reino. Los informes también indica que el Reino también tiene interés en comprar el club francés Olympique de Marseille.[115]
- La Selección de rugby de Sudáfrica realizó múltiples giras durante la era del apartheid. La visita fue criticada y varios países se negaron a enfrentarse a Sudáfrica por la práctica de apartheid y acusado de promover dicho movimiento[29]
- La Selección de críquet de Sudáfrica aguantó la visita numerosa conocida como la rebelión de las visitas a Sudáfrica durante el periodo de 1982-1990 desafiando sanciones de varios organismos rectores deportivos vetandolos de participaciones en competiciones por hacer propaganda del apartheid.[116][117]
- El intercambio cultural en el 2020 entre los Washington Spirit con Catar.[118]